# Alexander Siddig
Siddig El Tahir El Fadil El Siddig El Abderahman El Mohammed Ahmed El Abdel Karim El Mahdi (en árabe: صدّيق الطاهر الفاضل الصدّيق عبدالرحمن محمد أحمد عبدالكريم المهدي‎; n. en Wad Madani, Sudán, el 21 de noviembre de 1965) es un actor y director británico conocido como Siddig El Fadil y Alexander Siddig; conocido por interpretar al Doctor Julian Bashir en la teleserie Star Trek: Espacio Profundo 9, y por su interpretación del Príncipe Nasir Al-Subaai en la película Syriana (2005). 

## Biografía

### Vida personal
Siddig nació en Sudán pero pasó la mayor parte de su vida en Inglaterra. Nació de madre inglesa, quien trabajaba como consultora teatral, y de padre sudanés. Siddig se reconoce musulmán. 
Su tío materno es el actor inglés Malcolm McDowell, y su tío paterno es el ex primer ministro sudanés Sadiq al-Mahdi, por lado paterno es descendiente de Muhammad Ahmad líder religioso musulmán del Sudán egipcio. Estudió en el colegio británico St. Lawrence College, de Ramsgate. Respecto a su participación en Deep Space 9, se lo acreditó durante las tres primeras temporadas de la serie como Siddig El Fadil hasta octubre de 1995, cuando cambió su nombre artístico por el de Alexander Siddig, ya que pensó que sería menos complicado de pronunciar por los angloparlantes estadounidenses.
En 1997, Siddig contrajo matrimonio con su compañera en la serie, Nana Visitor. Tuvieron un hijo en 1996, llamado Django El Tahir El Siddig. Siddig y Visitor se divorciaron en 2001.
En 2005 estuvo relacionado brevemente con Kim Cattrall, su coprotagonista en la obra teatral Whose Life Is It Anyway?.

### Carrera
Desde el final de la serie Star Trek: Espacio Profundo 9, Siddig ha hecho apariciones importantes en películas y televisión. Sus apariciones estelares incluyen a un agente secreto Argelino siguiendo el rastro de extremistas islámicos en un polémico episodio de la serie de televisión británica Spooks, titulado "Nido de Ángeles", en 2003. Apareció como el ayudante de Saladino, Nasir/Imad, en la película de Ridley Scott de 2005, Cruzada / El Reino de los Cielos y fue ampliamente alabado por los críticos gracias a la composición del personaje del Príncipe Nasir en Syriana, junto a George Clooney y Matt Damon.
Siddig se hizo cargo del papel principal en Anibal - La peor pesadilla de Roma serie de 2006 de la BBC. A principios de 2007 regresó a la televisión estadounidense para la sexta temporada de 24 en el rol del ex-terrorista Hamri Al-Assad.
Los papeles de Siddig a menudo le exigen hablar idiomas y además adoptar muchos acentos diferentes: un 'inglés de la BBC' sumamente distinguido y académico para Star Trek: Espacio Profundo 9, un acento cockney en Reinado de Fuego, y un marcado acento arabo-argelino para Spooks, entre otros. También ha actuado en árabe cuando el papel lo ha requerido, como en Syriana y 24.
El 25 de julio de 2014 se anunció que Alexander se uniría al elenco de la quinta temporada de la serie Juego de tronos donde dará vida a Doran Martel, el gobernante de Dorne, cuya ecuánime actitud es diferente a la de su hermano Oberyn.

## Filmografía y apariciones televisivas
- Sammy y Rosie se lo montan (1987) – Invitado a la fiesta
- A Dangerous Man: Lawrence After Arabia, TV movie (1990) – Emir Feisal
- Big Battalions, TV miniseries (1992) – Yousef
- Star Trek: The Next Generation, TV (1993) – Dr. Julian Bashir
- Star Trek: Deep Space Nine, TV (1993 - 1999) – Dr. Julian Bashir
- Vertical Limit	(2000) – Kareem
- Reign of Fire (2002) – Ajay
- Spooks (aka MI-5), TV guest appearance (2003) – Ibhn Khaldun
- The Hamburg Cell, TV (2004) – Khalid Sheikh Mohammed
- Cruzada / El Reino de los Cielos (2004) – Nasir
- Syriana (2005) – Prince Nasir Al-Subaai
- Agatha Christie's Poirot: Cards on the Table (2005) – Mr. Shaitana
- Hannibal - Rome's Worst Nightmare, TV (2006) – Aníbal
- The Nativity Story (2006) – Ángel Gabriel
- 24 (2007) – Hamri Al-Assad
- The Last Legion (2007) – Theodorus Andronikus, emisario del imperio de oriente
- Un Homme Perdu (2007) – Fouad Saleh
- Merlín (2008) – Kanen
- Doomsday (2008) – Hatcher
- Cairo Time (2010) – Tareq
- Da Vinci's Demons (2013 - 2015) – Saslan Al Rahim
- Atlantis (2013) – Minos
- Tut (2015) - Amum
- Juego de tronos (2015) – Doran Martell
- Gotham (2017) – Ra's Al Ghul
- Peaky Blinders (2017) – Ruben Oliver, amante de Polly (3.ª Temporada - 6 episodios)
- Fundacion (2021) – Advocate Xylas  (1.ª Temporada)

### Otras apariciones
- Whose Life Is It Anyway?, obra teatral(2005) en Londres – Dr. Scott
- James Cameron's Titanic Explorer video game (1997) – Varias voces
- Padre de Familia Temporada 4, Episodio 2, "Juego de Patriotas" 2006 - Voz de uno de los London Silly Nannies
- Primeval Phillip Burton  Temporada 4-5,

### Dirección
- Star Trek: Deep Space Nine (1993) episodios "" y "Profit and Lace"